# Ваду-Оїй (Констанца)
Ваду-Оїй (рум. Vadu Oii) — село у повіті Констанца в Румунії. Адміністративно підпорядковане місту Хиршова.
Село розташоване на відстані 145 км на схід від Бухареста, 86 км на північний захід від Констанци, 77 км на південь від Галаца.

## Населення
За даними перепису населення 2002 року у селі проживали 423 особи, з них 422 особи (99,8%) румунів. Усі жителі села рідною мовою назвали румунську.